# 詹姆士·庫克之死
詹姆士·庫克之死是指在1779年2月14日，英國探險家詹姆士·庫克船長在其最後一次探險中，試圖綁架夏威夷島酋長卡拉尼奧普烏。庫克計劃藉由綁架卡拉尼奧普烏的行動，換取先前當地人從英國皇家海軍決心號小型風帆戰船偷走的大艇。但是這項決定導致探險隊遭到當地人襲擊，庫克便在凱阿拉凱夸灣喪生。不過自從庫克抵達夏威夷島後，歐洲人和美國人便大規模移民至夏威夷群島。最終在1893年，親美分子推翻在夏威夷群島原住民君主制度，夏威夷王國覆亡。

## 外部連結
- Как погиб Джеймс Кук? （页面存档备份，存于）
- Так съели ли аборигены Джеймса Кука? （页面存档备份，存于）
- Маори не пускают реплику корабля Кука к своим берегам （页面存档备份，存于）